# 凱恰鄉
45°45′N 20°50′E / 45.750°N 20.833°E
凱恰鄉（羅馬尼亞語：Comuna Checea, Timiș），是羅馬尼亞的鄉份，位於該國西部，由蒂米什縣負責管轄，面積50平方公里，海拔高度77米，2002年人口1,935，人口密度每平方公里38人。